# Nove Jarše
Nove Jarše so del Ljubljane; nahajajo se severovzhodno od središča mesta. So eno izmed blokovskih stanovanjskih naselij, zgrajeno v začetku 80. let 20. stoletja. Tam je osnovna šola Nove Jarše.
Oklepajo ga naslednje ceste: Šmartinska, Jarška in Clevelandska (ob njej vzporedna severna ljubljanska obvoznica). V bližini naselja se nahaja pokopališče Žale, preko Šmartinske ceste se razteza BTC (nekdanja Javna skladišča). Znotraj naselja se nahajata dve osnovni šoli, zdravstvena ambulanta, trgovine, okrepčevalnice, športni objekti ... Skozi samo naselje poteka tudi Pot spominov in tovarištva (PST). V naselju prevladujejo bloki, visoke stolpnice in nizki stanovanjski bloki.
Naselje je s preostalimi deli Ljubljane dobro povezano tudi z mestnimi avtobusnimi linijami LPP št. 2, 7, 7L, 12, 12D, 27, 27B in 27K (prvi dve imata ob naselju urejeno tudi končno postajališče). 
Naselje je dobilo ime po bližnji vasi Jarše, ki je danes prav tako obrobni del Ljubljane.